# Gherardo Leonardo d'Appiano
Gherardo Leonardo Appiano, noto anche come Gherardo Leonardo Appiani o Gherardo Leonardo d'Appiano (Pisa, 1360 circa – Piombino, maggio 1405), fu signore di Pisa dal 1398 al 1399 e, ceduta la città a Gian Galeazzo Visconti, primo signore di Piombino dal 1399 al 1405.

## Biografia
Gherardo Leonardo divenne anziano di Pisa nel 1391 e, l'anno seguente, eliminato Pietro Gambacorti e fuggito l'arcivescovo Lotto Gambacorta, ottenne la nomina di visconte dell'Arcivescovado.
Nel 1398, dopo la morte del fratello Vanni (6 ottobre 1397), Gherardo è nominato capitano del popolo di Pisa, ottenendo così il giuramento di fedeltà delle Milizie e degli Anziani, garante la successione della Signoria di Pisa alla morte di Jacopo pochi mesi dopo. Gherardo però, ben conscio della gravosa situazione economica e politica in cui versava l'ormai decadente ex Repubblica Marinara, decise di cedere alle insistenze del Duca di Milano Gian Galeazzo Visconti, trattando la vendita della città in segreto. La Repubblica di Firenze volle impedire la trattativa e inviò a Pisa due commissari, fingendo un accordo per il ritorno dei loro mercanti a Porto Pisano. Le trame dei commissari non sfuggirono a Gherardo che li licenziò subito; inoltre i pisani, che erano sospettati di aver collaborato con i Fiorentini, furono giustiziati o arrestati.

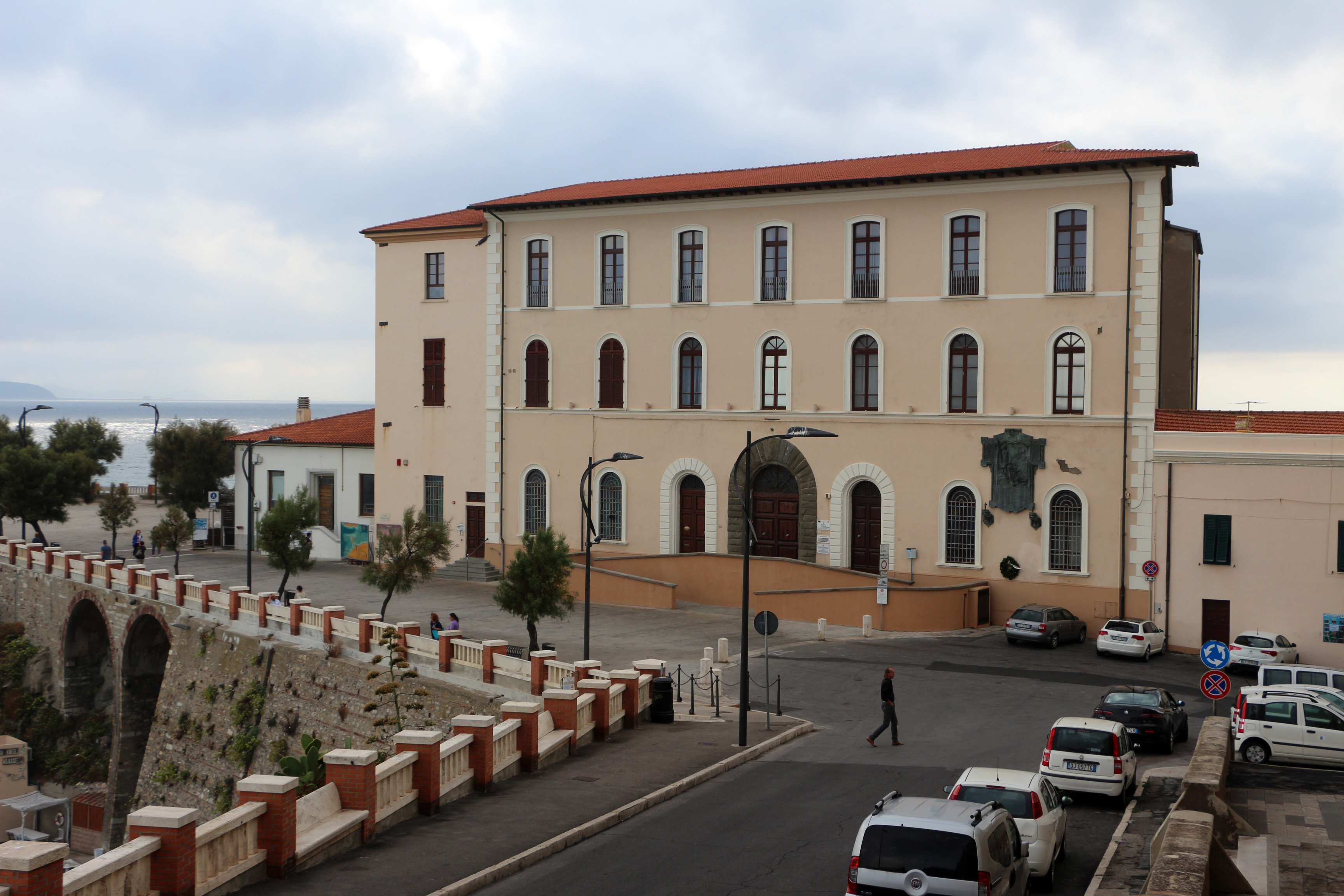
Palazzo Appiani, prima residenza dei signori di Piombino.

Il 13 febbraio 1399 l'accordo di vendita fu concluso: Gherardo cedette la città e il contado per la cifra di 200.000 fiorini d'oro, tenendosi per sé e la sua famiglia la parte meridionale ed insulare della Signoria. Il Visconti, sebben non di buon grado (avrebbe desiderato l'intero Stato, con le ricche miniere elbane ed il fondamentale snodo strategico-portuale di Piombino) ma consapevole che l'offerta non era negoziabile, spinto dalle sue mire espansionistiche, accettò. Gherardo, pose così fine alla secolare indipendenza di Pisa, alla soppressione della sua Signoria, alla conclusione definitiva della ex Repubblica Marinara.
Seguito da una numerosa corte, Gherardo giunse per mare a Piombino il pomeriggio del 27 o la mattina del 28 febbraio 1399 dando così vita alla signoria di Piombino. L'imperatore Venceslao riconobbe in seguito il nuovo stato, investendo Gherardo col titolo di conte palatino. Scelse come residenza sua, della sua famiglia e della sua corte, Palazzo Vecchio (poi Palazzo Appiani), una struttura già esistente collocata in posizione centrale, sito sul mare e ben protetto in questo lato da una massiccia fortificazione dell'XI secolo, la Rocchetta. Si affacciava sulla Piazzerella (attuale Piazza Bovio), dal retro poteva dominare il Porticciolo di Marina con la Porta a Mare e, verso ovest, il mare stesso, lato Rocchetta.
I proventi della vendita di Pisa furono impiegati per adeguare Piombino ad essere una degna capitale di Stato, infatti fino ad allora era una cittadina militare e portuale, atta alle attività marittime, commerciali e di pesca, e soprattutto alla sistemazione di detto palazzo che fu ampliato, sopraelevato, reso più sicuro ed ingentilito con affreschi, materiali di pregio ed opere d'arte. Il 6 giugno 1400, Gherardo annetté alla Signoria piombinese i castelli di Valli e Montioni, acquistati dalla famiglia massetana dei Todini per consentire una più facile difesa del territorio.
Venti di guerra minacciarono Piombino nel biennio 1401-1402, quando la Repubblica di Genova assaltò per ben tre volte la città-stato. Il casus belli fu l'accordo di ancoraggio e rifornimenti, sotto gabella, che Gherardo aveva stretto con navi corsare catalane, nemiche della Superba, nel Porto di Falesia. La seconda, il 1º luglio 1401, una piccola flotta genovese veleggia verso l'Elba; si prova a mediare la pace tramite un conguaglio di 19000 fiorini; inizialmente i genovesi accettano, ritirandosi, ma ivi si ripresentano l'anno successivo, nel settembre 1402; stavolta veleggia alla volta dell'Elba la flotta piombinese e ne esce una battaglia dalla quale i genovesi vengono sconfitti, il 17 settembre. La pace è definitivamente firmata nel 1403. L'11 luglio, al fine di garantire per sé ed il suo Stato maggiore protezione, Gherardo, firma a Piombino un trattato della durata di sei anni con la Repubblica di Firenze: un'alleanza che garantisce a Piombino un ausilio militare con una guarnigione fiorentina permanente presso la città ed ai gigliati il diritto di ancoraggio e traffici commerciali con gabelle agevolate ai porti di Marina, Falesia e Baratto.
Gherardo redasse il suo testamento il 25 aprile 1404, lasciando la sovranità dello Stato al figlioletto di quattro anni, Jacopo II, sotto la reggenza della madre Paola Colonna. Al fratello Emanuele e al nipote Vanni lasciò la rendita di 1000 fiorini dì oro ciascuno mentre alla figlia Caterina, una rendita di 3000 fiorini. Nel testamento sono esplicitamente espresse volontà di successione quali, in caso di morte prematura del figlio maschio Jacopo II, la reggenza da passarsi (se ancora in vita) ad Emanuele Appiano, escludendo così l'ipotesi di una successione femminile.

## Matrimonio e discendenza
Nel gennaio 1398 sposa forse a Roma donna Paola Colonna, nobildonna romana, figlia di Agabito Colonna e di Paola Conti e sorella di Ottone, futuro Papa Martino V. Da questo matrimonio nascono tre figli:
- Caterina (Piombino, 1401 – Scarlino, 19 febbraio 1451), futura Signora di Piombino, in sposa col Capitano di Ventura e Generale Pontificio Rinaldo Orsini;
- Jacopo II: (Piombino, aprile 1399 – Piombino, 27 dicembre 1441), discendente al trono piombinese, futuro sposo di Donatella Fieschi dei conti di Lavagna;
- Violante (Piombino, 1403 – Camerino, 1446), in sposa con Rodolfo Angiolo di Berardo da Camerino il 5 maggio 1421;

## Ascendenza
|                             |   |                                | Genitori |  |  | Nonni |  |  | Bisnonni          |  |  | Trisnonni      |  |
|                             |   |                                |          |  |  |       |  |  | Benvenuto Appiano |  |  | Jacopo Appiano |  |
|                             |   |                                |          |  |  |       |  |  | Benvenuto Appiano |  |  | Jacopo Appiano |  |
|                             |   | …                              |          |  |  |       |  |  | Benvenuto Appiano |  |  |                |  |
| Vanni Appiano               |   |                                |          |  |  |       |  |  | Benvenuto Appiano |  |  |                |  |
|                             |   | …                              | …        |  |  |       |  |  |                   |  |  |                |  |
|                             |   | …                              | …        |  |  |       |  |  |                   |  |  |                |  |
|                             |   | …                              | …        |  |  |       |  |  |                   |  |  |                |  |
| Jacopo I Appiano            |   | …                              |          |  |  |       |  |  |                   |  |  |                |  |
|                             |   | …                              | …        |  |  |       |  |  |                   |  |  |                |  |
|                             |   | …                              | …        |  |  |       |  |  |                   |  |  |                |  |
|                             |   | …                              | …        |  |  |       |  |  |                   |  |  |                |  |
| …                           |   | …                              |          |  |  |       |  |  |                   |  |  |                |  |
|                             |   | …                              | …        |  |  |       |  |  |                   |  |  |                |  |
|                             |   | …                              | …        |  |  |       |  |  |                   |  |  |                |  |
|                             |   | …                              | …        |  |  |       |  |  |                   |  |  |                |  |
| Gherardo Leonardo d'Appiano |   | …                              |          |  |  |       |  |  |                   |  |  |                |  |
|                             | … | …                              |          |  |  |       |  |  |                   |  |  |                |  |
|                             | … | …                              |          |  |  |       |  |  |                   |  |  |                |  |
|                             | … | …                              |          |  |  |       |  |  |                   |  |  |                |  |
| Emanuele Pannocchieschi     | … |                                |          |  |  |       |  |  |                   |  |  |                |  |
|                             |   | …                              | …        |  |  |       |  |  |                   |  |  |                |  |
|                             |   | …                              | …        |  |  |       |  |  |                   |  |  |                |  |
|                             |   | …                              | …        |  |  |       |  |  |                   |  |  |                |  |
| Polissena Pannocchieschi    |   | …                              |          |  |  |       |  |  |                   |  |  |                |  |
|                             |   | Gherardo VII della Gherardesca | …        |  |  |       |  |  |                   |  |  |                |  |
|                             |   | Gherardo VII della Gherardesca | …        |  |  |       |  |  |                   |  |  |                |  |
|                             |   | Gherardo VII della Gherardesca | …        |  |  |       |  |  |                   |  |  |                |  |
| Adelasia della Gherardesca  |   | Gherardo VII della Gherardesca |          |  |  |       |  |  |                   |  |  |                |  |
|                             |   | Adelasia Grimaldi              | …        |  |  |       |  |  |                   |  |  |                |  |
|                             |   | Adelasia Grimaldi              | …        |  |  |       |  |  |                   |  |  |                |  |
|                             |   | Adelasia Grimaldi              | …        |  |  |       |  |  |                   |  |  |                |  |
|                             |   | Adelasia Grimaldi              |          |  |  |       |  |  |                   |  |  |                |  |